# Burgplatz (Brügge)

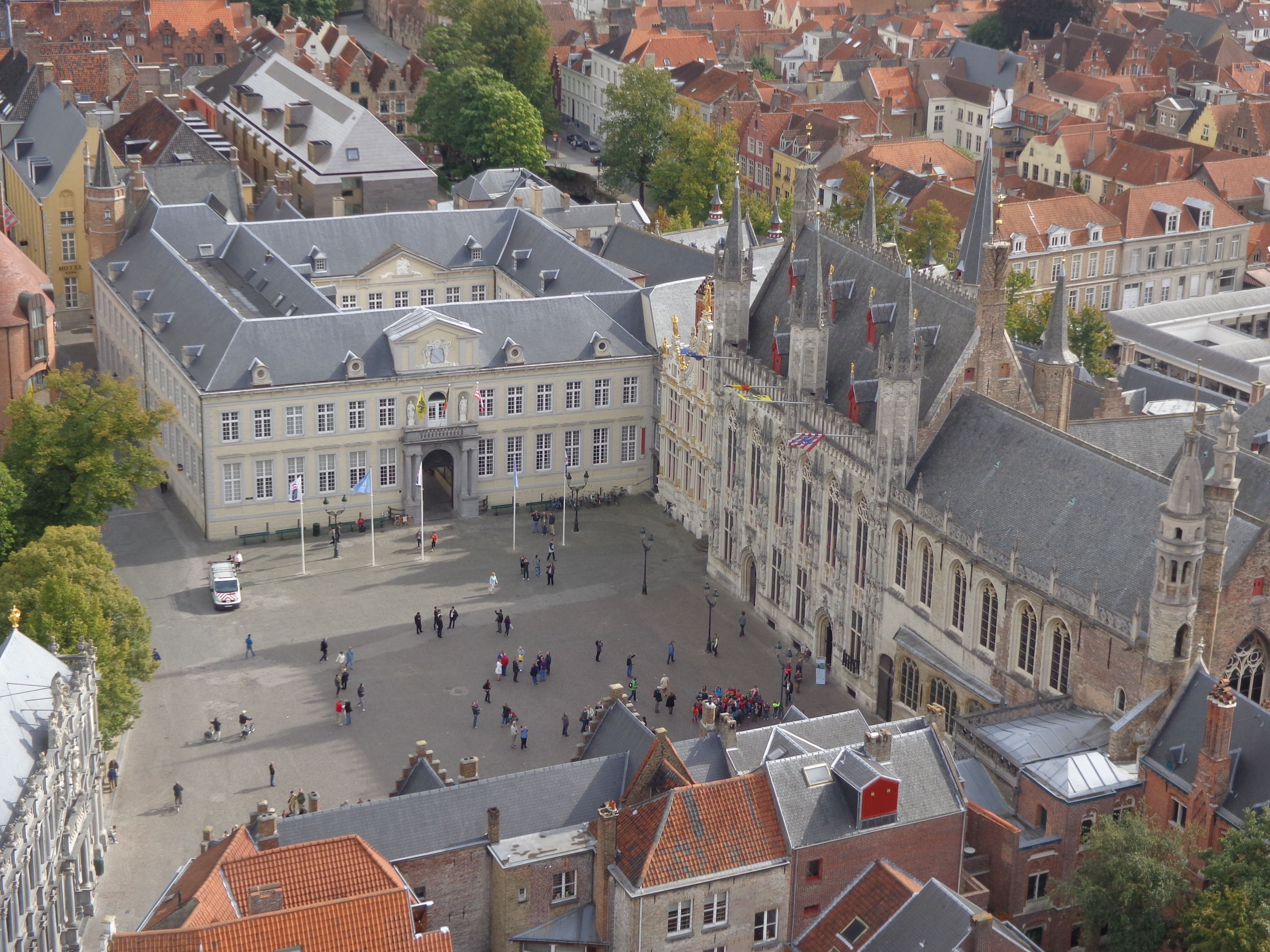
Luftaufnahme des Burgplatzes

Der Burgplatz (Niederländisch: De Burg) ist ein Platz und eine ehemalige Festung in Brügge.

## Geschichte
Ursprünglich war der Platz mit Wällen und Zugangstoren versehen. Er gehört zum ältesten Kern der Stadt. Die verstärkte Festung befand sich am Knotenpunkt der möglicherweise römischen Straße von Oudenburg nach Aardenburg (die Sandstraße) und dem Fluss Reie. Die Burg hatte eine Fläche von ca. 1 ha. Arnulf I. (889–965) verwandelte die Burg in ein Machtzentrum von kaiserlichem Format, das ein Gebiet von 1,5 ha umfasste. Vom 11. bis zum Ende des 13. Jahrhunderts befand sich auf der Westseite des Platzes eine der Residenzen der Grafen von Flandern, Het Steen. Innerhalb der Befestigungsanlage wurde im Norden die Burgkirche errichtet, die Unserer Lieben Frau und dem Hl. Donatian geweiht war. Später wurde das dazugehörige Kapitel der Kanoniker gegründet. So erhielt die Burg eine doppelte Funktion: Die südliche Hälfte diente zivilen Zwecken, während die nördliche Hälfte eine kirchliche Funktion erfüllte. Als Brügge 1559 ein Bistum wurde, wurde die Kirche des Hl. Donatian eine Kathedrale.

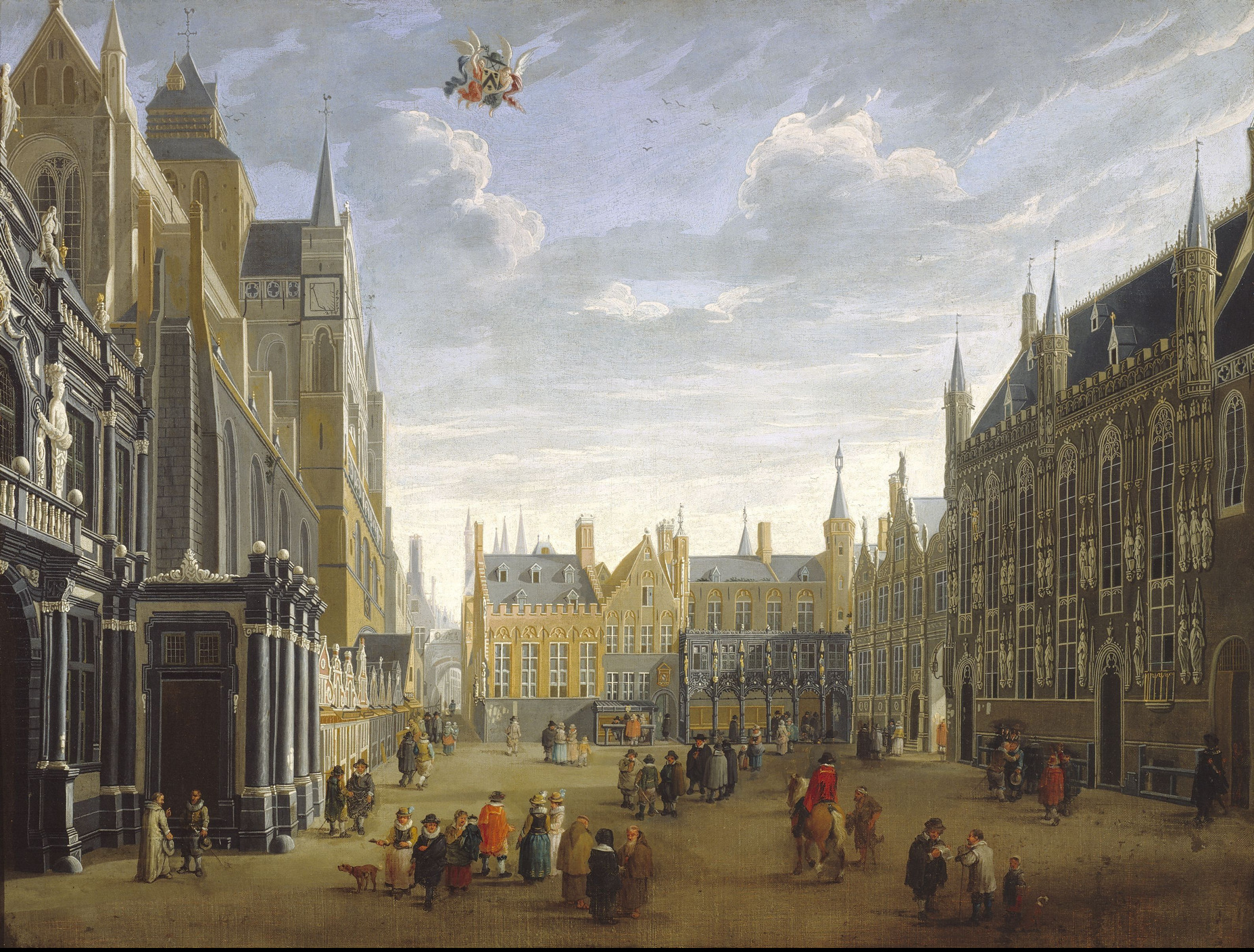
Burgplatz, gemalt von Jan Baptist van Meunincxhove, ca. 1691–1700

Seit dem Abriss der Kathedrale hat sich die Fläche des Platzes auf ca. 1,1 ha verdoppelt und ist somit größer als der Marktplatz (Grote Markt). Der Platz besteht jedoch weiterhin aus zwei erkennbaren Teilen, die aneinander anschließen.

## Der Burgplatz heute
Der aktuelle Platz ist von verschiedenen historischen Gebäuden umgeben, wie dem früheren Landeshaus des Brügger Freiamts, der Alten Zivilkanzlei, dem Rathaus, der Heilig-Blut-Basilika und Sankt Basiliuskapelle und der ehemaligen Propstei des Hl. Donatian.
In den Kellerräumen des Crowne Plaza Hotels kann ein Teil der Fundamente der 1799 abgerissenen Kathedrale besichtigt werden.
Zwischen dem Burgplatz und der Philipstockstraat verläuft eine kurze Straße, die Burgstraat.